# 华南师范大学图书馆
华南师范大学图书馆位于中华人民共和国广东省华南师范大学，一共有三个分馆，分别位于华南师范大学的三个校区：石牌校区、大学城校区和南海校区，形成「一校三馆」的格局。三个校区的图书馆建筑面积总和为8.2万平方米，总共有4600多个阅览席位，2010年被中華人民共和國國務院批准为第二批全国古籍重点保护单位。图书馆的现任馆长为高波，副馆长为徐斌、王中向和郑永田。

## 历史

### 前身
华南师范大学图书馆的前身是广东省立勷勤大学师范学院图书馆，于1933年8月1日建立，坐落于广州市永汉路（现北京路）粵秀書院街旧广州市立师范学校内。教育家林砺儒担任了图书馆首任馆长，并着力筹集图书经费。建馆初期，馆藏图书仅有8000本左右，而且没有系统的分类，导致查阅十分麻烦。随着建设工作的进行，图书馆的馆藏量逐渐增加，也进行了图书分类编码工作以方便检索。1935年3月，勷勤大学师范学院改名为勷勤大学教育学院，因此图书馆也随之改名为勷勤大学教育学院图书馆，馆址不变。次年勷勤大学新校舍于广州石榴岗建成，并设立了图书馆分馆。

1937年，中國抗日戰爭爆发，使得图书馆进行了多次搬迁和易名，共计搬迁十次，最后一次搬迁是搬回了石榴岗。在这期间，战乱导致环境不稳定，使得图书馆业务难以发展。具体的搬迁情况如下表所示：
| 搬迁次数 | 日期                  | 搬迁至                       | 原因                                             |
| -------- | --------------------- | ---------------------------- | ------------------------------------------------ |
| 第一次   | 1937年10月            | 广西梧州                     | 中国抗日战争爆发，广州遭到日机轰炸。             |
| 第二次   | 1938年10月            | 广西藤县                     | 梧州遭到日机轰炸。                               |
| 第三次   | 1938年10月            | 广西融縣                     | 西江战事告急。                                   |
| 第四次   | 1939年8月             | 广东乳源县侯功渡             | 广东省战事趋于平静，省府下令学院回迁。           |
| 第五次   | 1939年底              | 广东连县东陂镇东夏村         | 粤北受到日军进攻。                               |
| 第六次   | 1942年春              | 广东曲江仁和乡桂头           | 國民政府为了便于管理，下令搬迁。                 |
| 第七次   | 1944年6月             | 广东连县东陂镇               | 曲江沦陷。                                       |
| 第八次   | 1944年8月             | 西江罗定县勷濮乡             |                                                  |
| 第八次   | 1944年秋              | 广东兴宁县龙田镇甘塘村报福寺 | 「广东省立文理学院与勷勤商学院联合分教处」成立。 |
| 第九次   | 1945年10月至1946年2月 | 广东广州光孝寺               | 抗日战争胜利。                                   |
| 第十次   | 1946年9月             | 广东广州石榴岗               |                                                  |

### 平稳发展期
新中国成立后，战乱已经不存在，此时是发展期。1951年10月5日，受中南教育部批准，广东文理学院改编为华南师范学院，图书馆的馆藏也吸收了中山大学和华南联合大学的一部分图书。在接下来的十几年里，图书馆不断扩大规模，包括图书的购入和馆舍的扩建。图书馆的规章制度也逐渐完善，在管理上也越来越规范。

### 曲折发展期
1966年，随着文化大革命的爆发，中国国内陷入混乱，教育界更是遭到重创。随着「以阶级斗争为纲」潮流，当时的图书馆馆长黄灼耀教授及其他几位职工不幸受到了审查甚至是批斗。图书馆内的大量的一般书籍以封建主义、资本主义、修正主义的缘由被封存，仅剩下毛泽东、鲁迅、马克思、恩格斯等革命家的革命著作可供借阅。在此期间，图书馆的实际作用被大大降低，图书馆的发展受到了很大的阻力。
1970年，工农兵学员入学，华南师范学院改名为广东师范学院，教育工作逐步恢复，图书馆也逐渐解封被禁的书籍。1973年，《中国图书馆图书分类法》出版，广东师范学院换用中国图书馆图书分类法并沿用至今。
1976年10月，文化大革命结束，动乱平息，给图书馆提供了复兴并继续发展的机会。1977年5月，学院恢复华南师范学院的校名。邓小平在恢复职务后推翻文化大革命时期林彪、江青等人鼓吹的“文艺黑线专政论”和“教育黑线专政论”，提出要大力发展高等教育事业。华南师范学院图书馆也受到了政府的支持，除了常规的购进新书外，还加强与其他图书馆的交流往来。

### 现状
1982年，华南师范学院改名为华南师范大学并沿用至今。随着信息技术的发展，华南师范大学图书馆的管理也逐渐电子化、网络化、自动化，也引进了很多电子资源。1996年，华南师范大学入选中国「211工程」重点建设大学行列，图书馆也开始了新馆筹建工作。同年4月份开始动工，1997年底基本完成土建，1998年底完成二次装修，1999年开始对外开放。此新馆便是现在的石牌分馆。

## 分馆概况
华南师范大学图书馆的三个分馆的馆内格局如下：
| 楼层 | 区域   | 库室名称             |
| ---- | ------ | -------------------- |
| 一楼 | 西座   | 总服务台             |
| 二楼 | 北座   | 中文文史借阅室       |
| 二楼 | 东座   | 中文社科图书借阅室   |
| 二楼 | 西南座 | 中文理科图书借阅室   |
| 二楼 | 西北座 | 外文图书借阅室       |
| 三楼 | 东南座 | 中文现刊阅览室       |
| 三楼 | 东北座 | 中文报纸阅览室       |
| 三楼 | 西座   | 中文过刊阅览室       |
| 三楼 | 北座   | 外文港澳台报刊阅览室 |
| 四楼 | 西座   | 保存本图书阅览室     |
| 四楼 | 东北座 | 教育文献信息中心     |
| 四楼 | 东南座 | 教育文献信息中心     |
| 五楼 | 东座   | 工具书检索室         |
| 五楼 | 北座   | 古籍阅览室           |
| 五楼 | 东南座 | 文博馆               |

| 楼层 | 区域 | 库室名称           |
| ---- | ---- | ------------------ |
| 二楼 | A区  | 哲学与法学馆       |
| 二楼 | C区  | 电子资源中心       |
| 三楼 | A区  | 文学馆             |
| 三楼 | C区  | 艺术馆             |
| 四楼 | A区  | 教育与体育学馆     |
| 四楼 | C区  | 经济学馆           |
| 五楼 | A区  | 工学馆             |
| 五楼 | C区  | 理学、医学与农学馆 |
| 六楼 | A区  | 历史学与综合学科馆 |

| 楼层   | 区域   | 库室名称                     |
| ------ | ------ | ---------------------------- |
| 负一楼 |        | 多媒体资源中心               |
| 一楼   | 北座   | 总服务台                     |
| 二楼   | 东南座 | 期刊阅览区                   |
| 二楼   | 北座   | 经济学共享空间               |
| 二楼   | 东座   | 图书阅览区                   |
| 三楼   | 东北座 | 期刊阅览区                   |
| 三楼   | 西北座 | 图书阅览区                   |
| 三楼   | 西南座 | 图书阅览区                   |
| 三楼   | 东座   | 图书阅览区                   |
| 三楼   | 东南座 | 报纸阅览区                   |
| 四楼   | 东北座 | 期刊阅览区                   |
| 四楼   | 西座   | 图书阅览区                   |
| 四楼   | 东座   | 图书阅览区                   |
| 四楼   | 南座   | 中国当代长篇、中篇小说阅览区 |
| 五楼   | 西北座 | 期刊阅览区                   |
| 五楼   | 西座   | 图书阅览区                   |

### 石牌分馆
- v:廣州被清拆史蹟列表

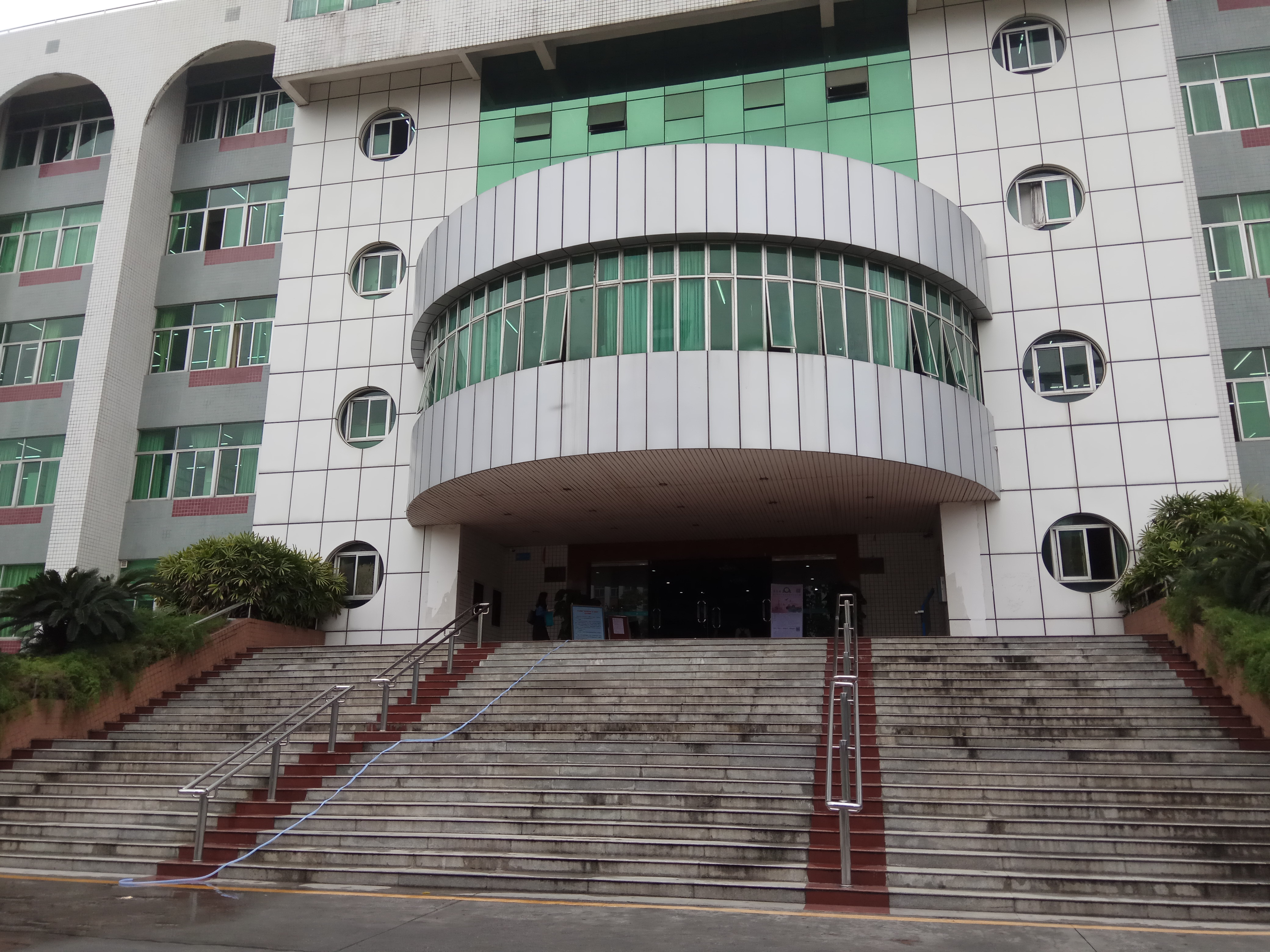
石牌校区图书馆正门

石牌分馆位于广州市天河区的华南师范大学石牌校区，面朝紫荆西路，临近政治与行政学院和特殊教育学院的院楼。前身是1948年所建的國民政府臨時總統府，1949後為華南師範學院辦公室，一直沿用到1997年才拆除改建為現圖書館。现建筑共有五楼，每楼分为东座、西座和北座三个区域。其建筑面积达2.9万平方米，于1998年底建成并对外开放，现有纸质文献约183万册，阅览座位约1700个。

### 大学城分馆

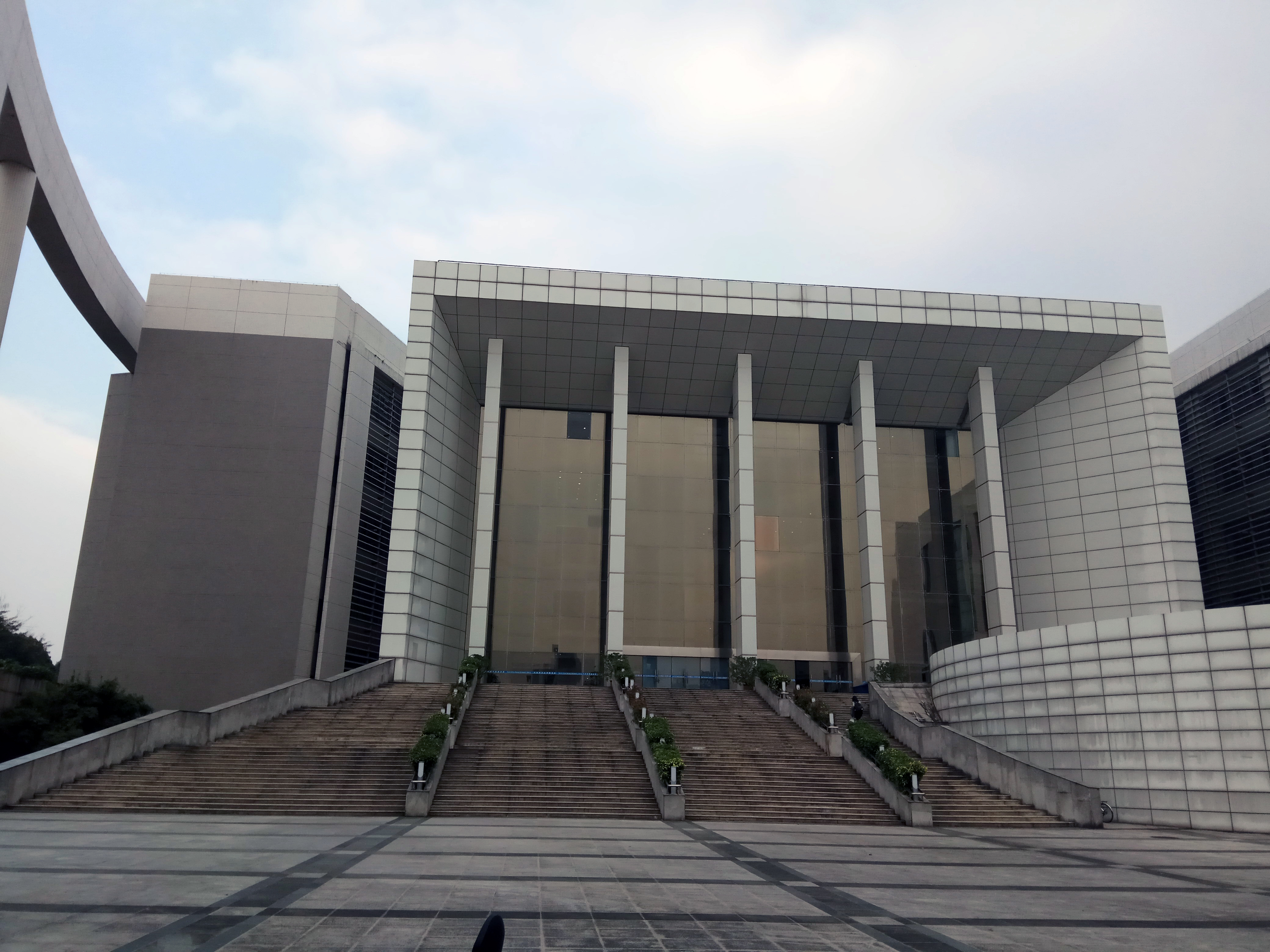
大学城校区图书馆正门

大学城分馆位于广州市番禺区小谷圍街道的华南师范大学大学城校区，面朝砚湖，背靠大学城中环西路。该分馆建于2004年9月，即华南师范大学增设大学城校区之时。图书馆总共有六楼，建筑面积达3.9万平方米，现有纸质文献资源约112万册，阅览座位约1800个。其中一楼是办公室，不对学生开放。从正门进入图书馆，便直接到达二楼。在大门与门禁之间的区域，是图书馆漂流角，这里的书籍不属于图书馆的馆藏，并非由学校图书馆所购买，而是由读者投漂捐赠。漂流角的书籍分为教材、图书、杂志三类，借阅程序也跟图书馆馆藏书籍的借阅程序不同。
图书馆每楼分为A区、B区和C区三个区域，南面区域为A区，北面靠近勷勤路的区域为C区，中间的区域为B区。A区和C区一般是学科馆，B区一般是自习区。

### 南海分馆
南海分馆坐落于广东省佛山市南海区的南海校区，于2002年4月建成，建筑面积达1.4万平方米，现有纸质文献资源约61万册，阅览座位约1100个。

## 相关事件

### 石牌校区图书馆的改造

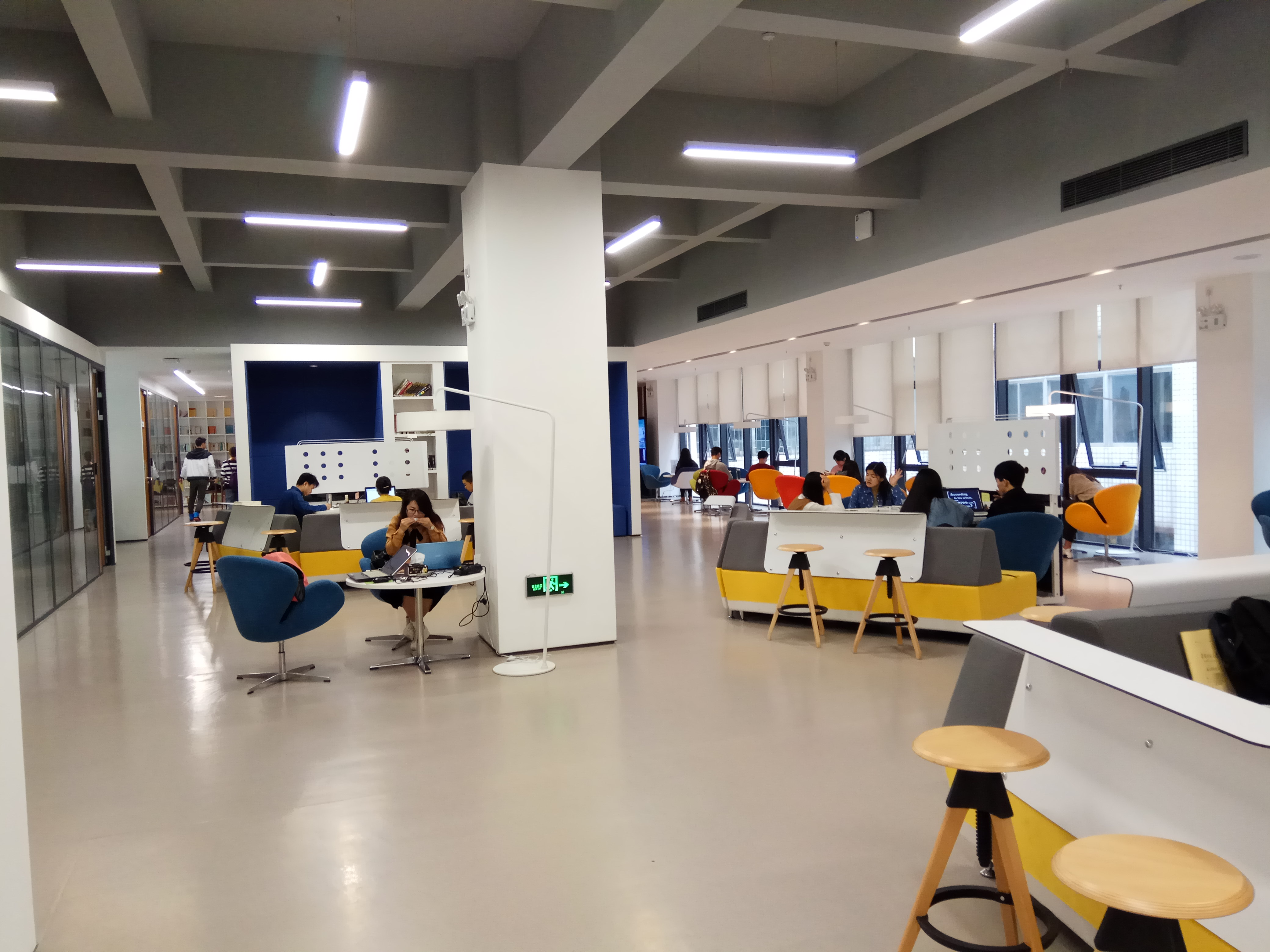
知识共享空间

2017年3月初，石牌校区图书馆的区域改造工作完成。此次改造是将一楼西座改造成「知识共享空间」，设有封闭式研修间、研讨桌等，提供给读者进行小组研讨、学术交流等用途。而六楼南座则改造成至善堂，又称文化沙龙空间，分为博雅斋、尚书房和听雨轩三个部分。馆长高波接受华南师范大学官方公众号晚安华师的记者采访时表示，本次改造是一期改造，花费300万元人民币建设经费，而针对一楼大厅的二期改造工程也即将开始。
本次改造工作随着校内师生通过微信朋友圈、新浪微博等方式的分享，引起了校外广泛的关注。3月14日，人民日报的官方新浪微博帐号发布了一则微博简单介绍了改造后的石牌校区图书馆，引发了几千名网友的转发、点赞与回复。这也使得「华师图书馆刷爆朋友圈」这一话题以55万的搜索量登上当天的微博热搜板第四名。
对于此次改造工作，大部分人表示舒适的阅读环境能够吸引更多的读者，给读者更好的阅读体验。有不少外校的同学表示羡慕，希望自己的学校也有这样一个图书馆。不过也有部分人表示此举过于多余及浪费资源，他们认为图书馆没有必要装修成咖啡厅风格，还是传统的方形桌子比较适合阅读。